# خانه فرساد
خانه فرساد مربوط به دوره قاجار است و در یزد، خیابان امام خمینی بن‌بست روبروی دبیرستان امیر کبیر واقع شده و این اثر در تاریخ ۷ مهر ۱۳۸۱ با شمارهٔ ثبت ۶۳۳۱ به‌عنوان یکی از آثار ملی ایران به ثبت رسیده است.